# 白马寺泰国风格佛殿

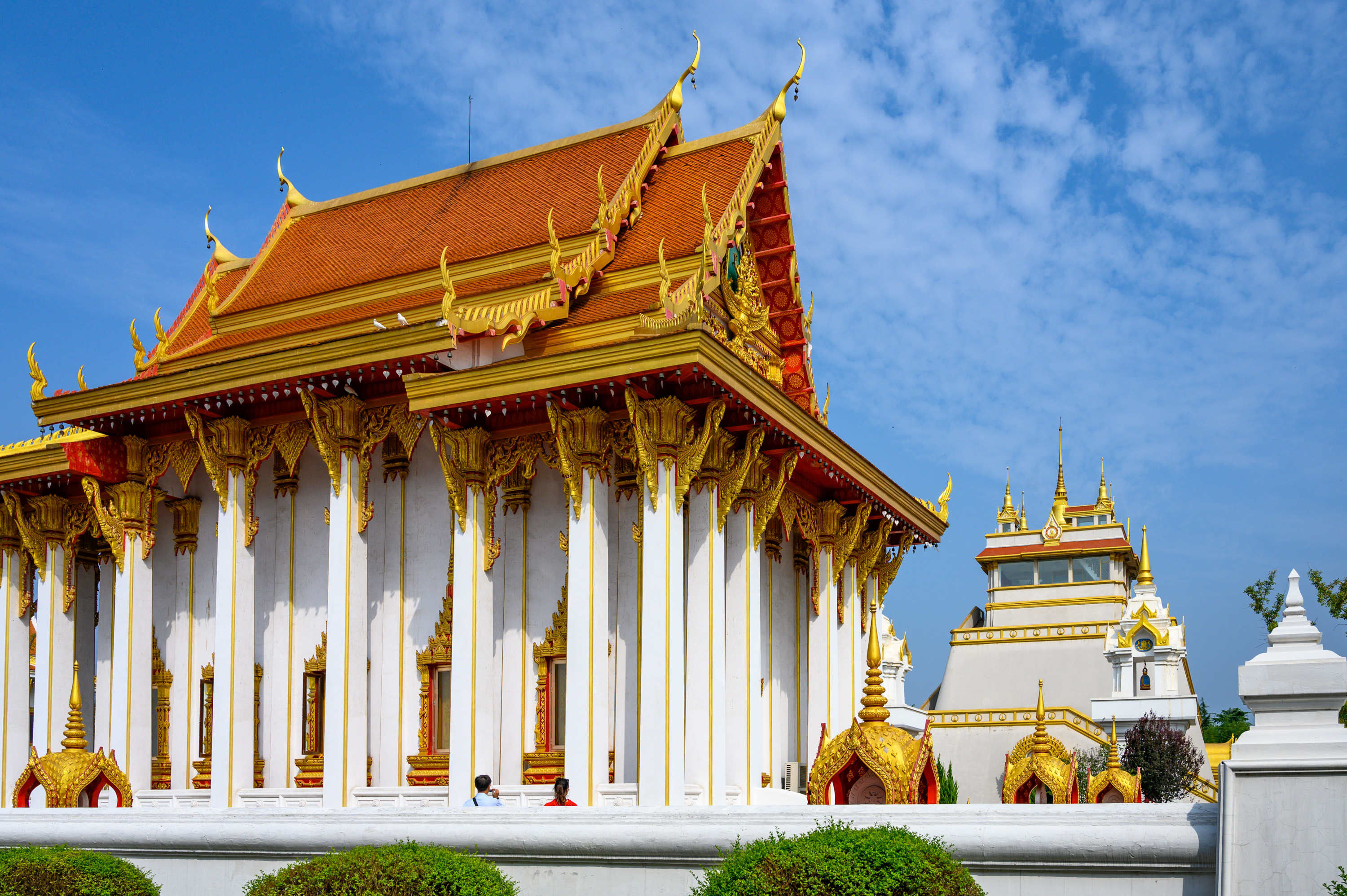

白马寺泰国风格佛殿（或泰国佛殿苑又名金马苑）是泰国官方人士瓦塔纳·阿萨瓦先生为了增进泰国和中国两国佛教界的友谊而修建的佛殿，位于河南省洛阳市白马寺西南角，始建于1992年，于1995年完工。2009年瓦塔纳·阿萨瓦先生提出扩建该佛殿，后于2010年动工扩建，2014年9月完工。

## 历史
1990年，时任泰国内政部部长瓦塔纳·阿萨瓦先生及泰国友人常媛女士到河南省考察，期间时任副省长刘源邀请他们参观白马寺，虔诚礼佛后发愿捐建泰国风格佛殿。1992年，泰国向白马寺赠送一尊铜质镀金佛像（高7.2米、重3吨）同时白马寺泰国风格佛殿开工，1995年完工。1997年10月31日，在中泰两国官方及佛教人士的见证下，佛像开光法会在佛殿举行。
2005年3月28日，常媛女士打算整修泰式佛殿，并委派泰国高僧及教授到白马寺实地测量。
直到2009年，瓦塔纳·阿萨瓦先生再次拜访白马寺后，改扩建工程才于2010年5月正式展开。扩建工程全部资金由泰国马裕炎承担。工程包括替换佛殿屋顶、修改佛殿大门，并在佛殿四周新建走廊和汉白玉法轮。增建舍利塔和藏经阁。2014年9月26日，白马寺举办了泰国风格佛殿落成庆典暨恭迎佛舍利、佛像开光法会。